# Michel Reynaud
 (juin 2020).
Pour les articles homonymes, voir Reynaud.
Michel Reynaud, né le 4 mai 1950 à Talence et mort le 26 juin 2020 à Villejuif, est un psychiatre et addictologue français, professeur des universités – praticien hospitalier qui a travaillé à structurer l'addictologie comme discipline en France au cours de sa carrière universitaire, puis en créant le Fonds Actions Addictions et le portail Addict'Aide : le village des addictions.

## Biographie
Né le 4 mai 1950 à Talence, il meurt le 27 juin 2020  à Villejuif d'un cancer.

### Parcours scientifique
Auparavant professeur de psychiatrie et d’addictologie à l'université Paris Sud XI depuis 2000[pas clair]. Ancien interne et ancien chef de clinique des hôpitaux de Paris, il a été nommé en 1990 professeur de psychiatrie au CHU de Clermont-Ferrand. Il a créé, en 2001, à l'hôpital universitaire Paul-Brousse, l’Albatros : Centre d'enseignement de recherche et de traitement des addictions, une référence en addictologie.
Ses travaux de recherche s’intéressent à la compréhension des mécanismes des addictions (neurobiologie, neuro-imagerie, génétique mais aussi sociologie et politique — et à leurs traitements —, en particulier pharmacologique. Il est le principal investigateur de l’étude Alpadir (étude randomisée en double aveugle du Baclofène à hautes doses dans l’alcoolodépendance). Il a été parmi les premiers à s’intéresser aux liens entre la passion et l’addiction. Il a mis en place une des toutes premières équipes de recherche clinique spécialisée dans les addictions au sein de l’unité INSERM 669.[réf. nécessaire]
Il est à l’origine de la reconnaissance de l’addictologie en tant que discipline universitaire. Ancien président du Collège national des universitaires en addictologie, et coordinateur du DESC d’addictologie et de plusieurs diplômes universitaires, il est président de l’Intersection d’addictologie au Conseil national des universités.[réf. nécessaire] Il a été membre du bureau (trésorier) de l’International Society of Biological Research on Alcoholism (ISBRA).
Il a tout particulièrement œuvré pour le développement de l’addictologie et la création de structures de soins adaptées aux patients addicts. Ancien président de la Fédération française d'addictologie, il a occupé le poste de conseiller pour la politique psychiatrique à la direction de l’Hospitalisation et de l’Organisation des soins (DHOS) jusqu’en 1997, puis de la politique addictologique auprès du directeur général de la Santé et de la MILDT jusqu’en 2000.[réf. nécessaire]
Il est l’auteur de plusieurs rapports ministériels, le dernier, Stratégies validées pour réduire les dommages liés aux addictions, a été remis à la présidente de la MILDECA (anciennement MILDT) pour l’élaboration du plan gouvernemental.
En janvier 2020, il défend ardemment malgré les multiples oppositions, la première édition de la déclination française du « Dry January », un mois d'abstinence de consommation d'alcool qui suit aux fêtes de fin d'année.[réf. nécessaire]

## Distinctions
- Chevalier de la Légion d'honneur (décret du 31 décembre 2006)[9]
- Prix Lutte contre l'alcoolisme de l’Académie nationale de médecine (2006)

## Publications récentes
- Abdou Belkacem, Michel Reynaud et Jean-Luc Venisse, Du plaisir du jeu au jeu pathologique, Maxima Laurent du Mesnil, 2011.
- D. Cupa, M. Reynaud, V. Marinov et F. Pommier, Entre corps et psyché : Les Addictions, Paris, EDK, 2010.
- L. Karila et M. Reynaud, Thérapie cognitive et comportementale : Troubles liés à l’usage de la cocaine ou de drogues stimulantes, Paris, Lavoisier, 2011.
- M. Reynaud, L’amour est une drogue douce… en général, Robert Laffont, 2004, 304 p. (EAN 9782221103111).
- M. Reynaud et A. Benyamina, Addictions au cannabis, Paris, Médecine-Sciences, Flammarion, 2009.
- M. Reynaud, A. Benyamina et HJ. Aubin, Alcool et troubles mentaux, Paris, Masson, 2013.
- M. Reynaud et L. Karila, Addictions à la cocaïne, Paris, Médecine-Sciences, Flammarion, 2009.
- Michel Reynaud et Laurent Karila, On ne pense qu’à ça, Flammarion, 2009, 336 p.
- Michel Reynaud (dir.), Laurent Karila (dir.), Henri-Jean Aubin (dir.) et Amine Benyamina (dir.), Traité d’addictologie, Lavoisier Médecine Science, 2006.
- M. Reynaud et H. Rahioui, Thérapies cognitivo-comportementales et addictions, Paris, Médecine-Sciences, Flammarion, 2009.